# Liste des maires de Barrie (Ontario)
Cette liste recense les préfets (reeves) et maires de Barrie, Ontario, Canada.

## Préfet
Préfets de Barrie de 1854 à 1870 :
- Jonathan Lane (1854–1855)
- Thomas David McConkey (1855–1856)
- David Morrow (1856–1857)
- Henry B. Hopkins (1857–1858)
- Robert Simpson (en) (1858–1859)
- Thomas David McConkey (1859–1863)
- William Davis Ardagh (en) (1864–1870)

## Maire
Maires depuis 1871 :
- Robert Simpson (en) (1871–1872)
- William Alves Boys (1873–1875)
- Robert Simpson (en) (1876)
- William Davis Ardagh (en) (1877–1881)
- Henry Sewery (1882–1886)
- C. H. Ross (1887–1888)
- F. E. P. Pepler (1889–1891)
- A. E. H. Creswicke (1892–1894)
- J. M. Bothwell (1895–1896)
- S. M. Wells (1897–1899)
- G. A. Radenhurst (1900–1901)
- William Alves Boys (1902–1904)
- Donald Ross (1905–1906)
- John H. Bennett (1907–1908)
- James Vair (1909)
- Thomas Beecroft (1910–1911)
- Alex Cowan (1912–1914)
- John F. Craig (1915–1917)
- Dr. Robert J. Sprott (1918–1920)
- John Little (1921–1923)
- John F. Craig (1924–1926)
- William Lowe (1927)
- Walter Duff (1927)
- Duncan Fletcher McCuaig (1928–1931)
- John F. Craig (1932–1934)
- W. J. Blair (1935)
- H. G. Robertson (1936–1941)
- Donald F. MacLaren (1942–1944)
- Peter Sinclair (1945–1946)
- Grant Mayor (1947–1949)
- Edwin Wilson (1950)
- Marjorie Hamilton (en) (1951–1952)
- James W. Hart (1953)
- Heber Smith (1954)
- R. Eldon Greer (1955–1956)
- Willard Kinzie (en) (1957–1961)
- Lester Cooke (1962–1967)
- Bob Bentley (en) (1968–1969)
- Lester Cooke (1970–1972)
- Dorian Parker (en) (1973–1976)
- Ross Archer (1977–1988)
- Janice Laking (1989–2000)
- Jim Perri (2001–2003)
- Robert J. Hamilton (en) (2003–2006)
- Dave Aspden (en) (2006–2010)[1]
- Jeff Lehman (en) (2010–2022)[2]
- Alex Nuttall (2022–actuel)[3]